# Pedro Vázquez de Acuña (m. 1482)
Pedro Vázquez de Acuña y Albornoz (fallecido en Buendía el 25 de octubre de 1482), I conde de Buendía, noble castellano de ascendencia portuguesa que alcanzó una fuerte influencia en la corte de Juan II, Enrique IV e Isabel I.
Durante el reinado de Juan II estuvo vinculado al condestable Álvaro de Luna frente a las pretensiones de los Infantes de Aragón. Posteriormente, destacó por su apoyo a la causa alfonsina y, tras su muerte, apoyó y protegió a su hermana, la infanta doña Isabel en el conflicto sucesorio que se desarrolló durante el reinado de Enrique IV. Promovió el matrimonio de la princesa Isabel con su primo Fernando de Aragón, con quien estaba vinculado incluso por lazos sanguíneos, pues su hijo y sucesor contrajo matrimonio con una tía del heredero aragonés. 
Por todo ello se convirtió, junto a su hermano el arzobispo de Toledo Alonso Carrillo de Acuña, en uno de los principales artífices del matrimonio y ascenso al trono de los Reyes Católicos, protegiéndoles con asiduidad en sus posesiones durante los difíciles años de lucha por el trono castellano al inicio de su reinado .

## Vida y entorno familiar
Hijo de Lope Vázquez de Acuña, noble portugués asentado en Castilla tras la crisis dinástica de 1383-85, donde recibió de Enrique III los señoríos de Buendía y Azañón en 1397, y de Teresa Carrillo de Albornoz, perteneciente a uno de los linajes más importantes de la alcarria conquense. Debió nacer entre 1400 y 1410. 

### Reinado de Juan II: el apoyo al condestable Álvaro de Luna

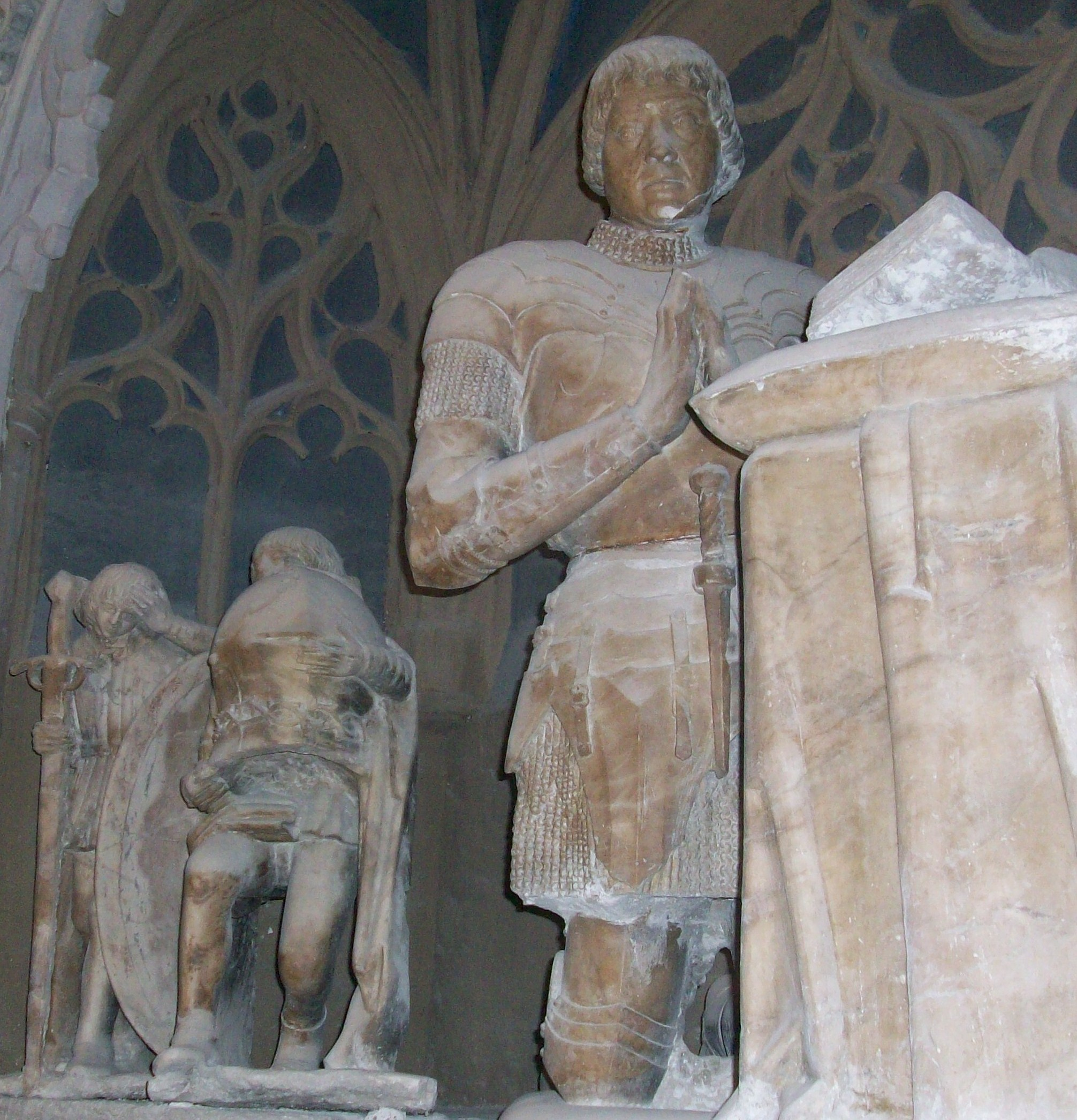
Sepulcro Pedro de Acuña en Santa María de la Asunción de Dueñas

En 1427 entró a servir en la corte de Juan II como Oficial del Cuchillo o Trinchante, hasta que consiguió ascender al cargo de Guarda Mayor del rey, encargado de su protección. Ejerció este importante cargo desde 1436 hasta que traspasó el cargo a su hijo en 1465, ya en el reinado de Enrique IV. Asimismo, los Acuña consiguieron patrimonializar el importante cargo de Alcalde entregador de las Mestas y Cañadas que controlaba el Concejo de la Mesta. Este oficio había sido ostentado hasta entonces por el linaje Carrillo, con el que los Acuña habían emparentado, renunciado su sobrino Gómez Carrillo de Albornoz y Mendoza a su favor en 1454. 
Durante el reinado de Juan II participó activamente en la vida política y militar, primero en la guerra civil contra los Infantes de Aragón, hijos de Fernando de Antequera, en apoyo a su tío el condestable Álvaro de Luna, y posteriormente en el conflicto sucesorio suscitado en el reinado de Enrique IV. 
En 1440, firmada las paces con los infantes de Aragón y desterrado de la corte el condestable gracias al acuerdo de Castronuño, Pedro de Acuña fue designado por Juan II como embajador en la corte navarra para concertar y capitular las bodas del Príncipe heredero, el futuro Enrique IV, con Blanca de Navarra, hija del infante Juan de Navarra, con el fin de garantizar la paz firmada entre ambos reinos, gozando del honor de representarle en su boda mediante especiales poderes que éste le dio. Tal y como narra la crónica de Galíndez de Carvajal (cap.CCCX), el príncipe saldría de Valladolid para recibir a la comitiva navarra y ambos se encontraron por primera vez en el recién adquirido señorío de Dueñas, lo que motivó grandes fiestas, juegos, danzas y corridas de toros, intercambiándose los dones y regalos "que entre semejantes príncipes y en tales actos se acostumbran dar". En pago a sus servicios, Pedro de Acuña había recibido diferentes mercedes de Juan II, quien le convirtió en 1432 en señor de Mansilla, Rueda y Castilberrón y conde de Colle y Parma, en tierras leonesas, ya concedidos por Enrique III a su hermano Gil, aunque éste había regresado a Portugal en 1402. Sin embargo, en 1439, debido a la firma de la paz con su primo Juan de Navarra, futuro Juan II de Aragón, le concedió a éste dichas villas y, en compensación, le permutó a Pedro Vázquez de Acuña estos títulos y lugares por la villa palentina de Dueñas el 9 de diciembre de 1439, donde estableció la cabeza de los estados señoriales del linaje, construyendo una residencia palaciega y constituyendo el panteón condal en el altar mayor de su iglesia principal.     
En 1441, pese a las paces firmadas, el rey y el príncipe de Asturias volvieron a abandonar la corte para librarse de la tutela de los infantes de Aragón y de la liga de nobles, por lo que se volvió a desplegar una intensa actividad a partir de esa fecha. Ese mismo año, según la Crónica de Juan II, Pedro de Acuña participó en la entrevista que el monarca castellano tuvo con la reina de Portugal en Gómez-Naharro y luchó junto a otros hombres preclaros del reino -como su propio hermano Gómez Carrillo- en el enfrentamiento que tuvo lugar entre Juan II y el monarca navarro en Medina del Campo el 2 de junio cuando ambos intentaban buscar la paz y concordia entre ambos reinos. Incluso, al año siguiente, en 1442, se nos describe también cómo Pedro de Acuña llegó a ser prendido por Enrique y Pedro de Mendoza, hermano y sobrino respectivamente del almirante de Castilla, Fadrique Enríquez de Mendoza, quienes pertenecían al bando de nobles que se oponían al condestable. Estos le llevaron preso al castillo de Urueña (Valladolid), donde pasó unos días encerrado, por saberse que se hallaba en algunos tratos en defensa del condestable. En la misma crónica, se le presenta junto con otros importantes nobles castellanos -como su propio hermano Alonso Carrillo, por aquel entonces todavía obispo de Sigüenza-, luchando junto al famoso privado Álvaro de Luna en la primera batalla de Olmedo en 1445, lo que supuso finalmente el triunfo del bando realista, así como la muerte de uno de los infantes de Aragón, Enrique de Aragón. Por último, ya en 1451, participará también en el sitio de la villa de Palenzuela (Palencia), donde se encontraba Alonso Enríquez de Quiñones, hijo del almirante don Fadrique, opuesto al condestable.

### El problema sucesorio de Enrique IV: el apoyo a la infanta Isabel
Tras el fallecimiento de Juan II en 1454, Pedro de Acuña, en un primer momento, se mantuvo fiel a su hijo Enrique IV, jurándole como rey. Pese a ello, rápidamente pasó a formar parte del bando nobiliario que apoyó a los infantes Alfonso e Isabel, aunque su figura ha quedado eclipsada por el protagonismo alcanzado por su hermano el arzobispo de Toledo Alonso Carrillo de Acuña. Ambos apoyaron desde un primer momento a la liga de nobles desafectos a Enrique IV liderada por Juan Pacheco, marqués de Villena, firmándose un Manifiesto en Burgos en 1464. Para ello se servirán del infante don Alfonso, al que llegan a proclamar rey en la llamada "Farsa de Ávila" en 1465, pero debido a su prematura muerte en 1468 pasan a apoyar a su hermana la infanta Isabel.
El arzobispo Carrillo es el artífice y promotor del matrimonio de la infanta con Fernando de Aragón en 1469. De ahí que Fernando finalice su viaje en Dueñas, señorío de su hermano Pedro Vázquez de Acuña, férreo defensor de los intereses de Isabel hasta su muerte, y, tras la boda, por mayor seguridad, se retiren de nuevo a esta villa de mayo a diciembre de 1470. En este lapso de tiempo, tiene lugar el nacimiento de su primogénita, Isabel de Aragón.
Debido al trascendental apoyo otorgado a los infantes, por mediación del arzobispo, Pedro de Acuña consigue del infante Alfonso el título condal en 1465, único título nobiliario expedido por Alfonso. Sin embargo, los Reyes Católicos se vieron obligados posteriormente a ratificarlo en 1475, concediéndoles también la facultad para crear un segundo mayorazgo sobre las villas de Dueñas y Buendía para su primogénito Lope Vázquez de Acuña.
Pedro de Acuña ya anciano participará activamente en la guerra de sucesión castellana (1476-1479), tomando parte en el fallido asalto a Toro. Sin embargo, el conde finalmente fallece en Buendía el 25 de octubre de 1482, ordenando enterrarse con el hábito de San Francisco en el altar mayor de Santa María de Dueñas, iniciando así el panteón condal de la familia en el que actualmente se conserva su sepulcro. Así, en el lado del Evangelio, bajo un arcosolio gótico, se conserva la escultura orante del difunto, una de las primeras representaciones de este tipo en Castilla. Su epitafio reza: 

Esta piedra encierra el cuerpo, digno de fama, del muy católico y noble y virtuoso caballero el conde de Vuendía, don Pedro de Acuña, el primer conde de este título y señor de esta villa de Dueñas, el qual después de muy católica vida y sanctos días pasó desta vida a la eterna el viernes XXV de octubre de mil y CCCLXXX y dos años.

## Matrimonio y descendencia
Contrajo matrimonio con Inés de Herrera y Ayala hija del Mariscal de Castilla y señor de Ampudia (Palencia), Pedro García de Herrera y su mujer María de Ayala, señora de Salvatierra, con la que tuvo ocho hijos:
- Lope Vázquez de Acuña, II conde de Buendía, que sigue la línea como II conde de Buendía y adelantado de Cazorla.
- Pedro de Acuña, señor de Villaviudas (Palencia), casado con Teresa Sarmiento. Esta rama del linaje se asentó en Valladolid, dando importantes figuras al mundo de las letras y las armas castellanas. Destacan así, los hijos de Pedro de Acuña "El Cabezudo", II señor de Villaviudas, y Leonor de Zúñiga: Diego de Acuña y Zúñiga (1514-), conocido como "el gran cortesano", poeta autor de unas coplas satíricas, llegó a ser regidor de Valladolid en 1547; su hermano Hernando de Acuña y Zúñiga (1520-1580), militar e importante poeta petrarquista del Renacimiento español; su hermana Catalina de Acuña, quien contrajo matrimonio con Raimundo Von Tassis, Correo Mayor del Emperador, padres del famoso conde de Villamediana, Juan de Tassis y Acuña; así como su hermana Isabel de Acuña, casada con Luis Bravo de Lagunas. El hermano de "El Cabezudo", Juan de Acuña o Sarmiento, señor de Renedo, tuvo como hijo a Lope de Acuña y Avellaneda, importante soldado que ejerció de Lugarteniente General de los Países Bajos a las órdenes del Duque de Alba. Una hija natural de este, Constanza de Acuña y Avellaneda, contrajo matrimonio con su primo, Diego Sarmiento de Acuña, conde de Gondomar, quien desciende también, por vía materna, de los Acuña, en este caso de los condes de Valencia de Don Juan.
- Fernando de Acuña (fallecido en 1494 y enterrado en la catedral de Catania), virrey de Sicilia entre 1489 a 1494, casado en 1482 con María Dávila, fundadora en 1502 del Monasterio de las Gordillas de Ávila, donde ejerció de abadesa hasta su fallecimiento en 1511. En 1480 fue nombrado por Fernando de Aragón gobernador y justicia mayor de Galicia, cargo creado en esos momentos para pacificar este territorio. Falleció sin descendencia, siendo enterrado en un sepulcro de mármol con una escultura orante, obra del artista de Messina, Antonello Freri, en la magnífica capilla de Santa Águeda de la catedral de Catania, encargado por su viuda.
- Luis de Acuña, señor de Agramonte, fue caballero de la Orden de Santiago, donde ejerció los cargos de comendador de Mora y Trece de la Orden y, en su testamento, ordena ser arrastrado por las calles de Dueñas en un ataúd de madera tirado por cuatro criados y ser enterrado en una iglesia que manda construir dedicada a la Santa Encarnación, para la que manda construir también un retablo (hoy en el Hospital de Santiago) y crea dos capellanías. Murió en Dueñas, soltero y sin hijos, en 1522, siendo enterrado en el Hospital de Santiago de Dueñas, donde actualmente se conserva su lucillo sepulcral, de trazas góticas, cuyo epitafio reza:

"Aquí yace el muy magnífico señor D. Luis de Acuña, hijo de los ilustres señores D.Pedro de Acuña y Doña Inés de Herrera, condes de Buendía, fundadores de este Hospital, el que mandó hazer estas capillas y dexó dos capellanes perpetuamente le digan dos misas, y murió á dos días de Noviembre año de MDXXII. Vendió Agramonte en Cataluña por 400.000 maravedís a la Duquesa de Cardona".

- Alonso Carrillo de Acuña, obispo de Pamplona de 1473 a 1491.
- Teresa de Acuña.
- María de Acuña, casada en 1456 con Juan Pérez de Vivero, a los que Enrique IV concede el Vizcondado de Altamira en 1463. Eran los dueños del llamado Palacio de los Vivero en Valladolid cuando tuvo lugar el matrimonio entre los Reyes Católicos el 18 de octubre de 1469. Ceremonia en la que María de Acuña ejerció de madrina, conservándose todavía la sala donde tuvo lugar conocida como la Sala Rica por su bello artesonado. De ellos, descienden los condes de Fuensaldaña.
- Leonor de Acuña, casada con Pedro Manrique de Lara, hijo del maestre de Santiago Rodrigo Manrique y Mencía de Figueroa y hermano por tanto del poeta Jorge Manrique, fueron II condes de Paredes de Nava y señores de las llamadas Cinco Villas en el afoz de Alcaraz (Albacete): Villapalacios, Villaverde de Guadalimar, Bienservida, Riópar y Cotillas. Su testamento se hace público en Villapalacios el 1 de octubre de 1501, siendo enterrada en el convento de San Francisco que habían mandado construir en Villaverde, aunque había dispuesto ser enviada a la capilla mayor del convento de Uclés junto a su marido.